# Raimundas Martinėlis
Raimundas Martinėlis (ur. 22 maja 1964 w Komajach) – litewski lekarz, samorządowiec i polityk, poseł na Sejm Republiki Litewskiej.

## Życiorys
W 1988 ukończył studia medyczne (ze specjalizacją w zakresie otorynolaryngologi) na Uniwersytecie Medycznym w Kownie. W 2004 został absolwentem zarządzania zdrowia publicznego na tej samej uczelni. W 1989 podjął pracę jako otolaryngolog w szpitalu rejonowym dla rejonu rakiszeckiego. W latach 2001–2016 pełnił funkcję dyrektora tej placówki.
W latach 1995–2004 należał do Litewskiego Związku Centrum. Od 2005 do 2016 był członkiem Porządku i Sprawiedliwości. Od 2000 kilkakrotnie wchodził w skład rady rejonu rakiszeckiego.
W wyborach parlamentarnych w 2016 uzyskał mandat posła na Sejm. Został wybrany w okręgu jednomandatowym jako kandydat niezależny, kandydował jednocześnie z listy krajowej Porządku i Sprawiedliwości. W parlamencie dołączył do frakcji Litewskiego Związku Rolników i Zielonych, w 2019 przeszedł do klubu poselskiego Związku Ojczyzny.